# Stigmella dorsiguttella
Stigmella dorsiguttella là một loài bướm đêm thuộc họ Nepticulidae. Nó có mặt ở nhiều nơi nhưng ít ở miền trung, miền đông và miền nam châu Âu và tây nam Á. Nó từng được ghi nhận có mặt ở tây nam Thuỵ Điển, Đức, Ba Lan, Cộng hòa Séc, Slovakia, Áo, Pháp, Bồ Đào Nha, Tây Ban Nha, Ý, Slovenia, Croatia, Ukraina, Hy Lạp và Thổ Nhĩ Kỳ.
Sải cánh dài 5–6 mm. Con trưởng thành bay từ tháng 5 đến tháng 9. Có một lứa mỗi năm ở phía bắc nơi phân bố của chúng. Có thể có 2 lứa một năm ở phía nam.
Ấu trùng ăn Quercus petraea và Quercus robur. Chúng ăn lá nơi chúng làm tổ. 